# Jérôme Alexandre
 (novembre 2024).
Si vous disposez d'ouvrages ou d'articles de référence ou si vous connaissez des sites web de qualité traitant du thème abordé ici, merci de compléter l'article en donnant les références utiles à sa vérifiabilité et en les liant à la section « Notes et références ».
 (juillet 2024).
La mise en forme du texte ne suit pas les recommandations de Wikipédia : il faut le « wikifier ».
Les points d'amélioration suivants sont les cas les plus fréquents. Le détail des points à revoir est peut-être précisé sur la page de discussion.
- Les titres sont pré-formatés par le logiciel. Ils ne sont ni en capitales, ni en gras.
- Le texte ne doit pas être écrit en capitales (les noms de famille non plus), ni en gras, ni en italique, ni en « petit »…
- Le gras n'est utilisé que pour surligner le titre de l'article dans l'introduction, une seule fois.
- L'italique est rarement utilisé : mots en langue étrangère, titres d'œuvres, noms de bateaux, etc.
- Les citations ne sont pas en italique mais en corps de texte normal. Elles sont entourées par des guillemets français : « et ».
- Les listes à puces sont à éviter, des paragraphes rédigés étant largement préférés. Les tableaux sont à réserver à la présentation de données structurées (résultats, etc.).
- Les appels de note de bas de page (petits chiffres en exposant, introduits par l'outil «  Source ») sont à placer entre la fin de phrase et le point final[comme ça].
- Les liens internes (vers d'autres articles de Wikipédia) sont à choisir avec parcimonie. Créez des liens vers des articles approfondissant le sujet. Les termes génériques sans rapport avec le sujet sont à éviter, ainsi que les répétitions de liens vers un même terme.
- Les liens externes sont à placer uniquement dans une section « Liens externes », à la fin de l'article. Ces liens sont à choisir avec parcimonie suivant les règles définies. Si un lien sert de source à l'article, son insertion dans le texte est à faire par les notes de bas de page.
- La présentation des références doit suivre les conventions bibliographiques. Il est recommandé d'utiliser les modèles {{Ouvrage}}, {{Chapitre}}, {{Article}}, {{Lien web}} et/ou {{Bibliographie}}. Le mode d'édition visuel peut mettre en forme automatiquement les références.
- Insérer une infobox (cadre d'informations à droite) n'est pas obligatoire pour parachever la mise en page.

Pour une aide détaillée, merci de consulter Aide:Wikification.
Si vous pensez que ces points ont été résolus, vous pouvez retirer ce bandeau et améliorer la mise en forme d'un autre article.
 (mars 2025).
Motif : où sont les sources établissant la notoriété de ce chercheur en théologie ? Beaucoup d'affirmations non-sourcées, notamment dans le domaine de la vie privée...
- Archive Wikiwix
- Bing
- Cairn
- DuckDuckGo
- E. Universalis
- Gallica
- Google
- G. Books
- G. News
- G. Scholar
- Persée
- Qwant
- (zh) Baidu
- (ru) Yandex
- (wd) trouver des œuvres sur Wikidata

| 1. | Préciser le motif de la pose du bandeau. | Précisez le motif de la pose du bandeau en utilisant la syntaxe suivante : {{admissibilité à vérifier\|date=mai 2025\|motif=remplacez ce texte par le motif}}                         |
| 2. | Informer les utilisateurs concernés.     | Pensez à avertir le créateur de l'article, par exemple, en insérant le code ci-dessous sur sa page de discussion : {{subst:avertissement admissibilité à vérifier\|Jérôme Alexandre}} |

Pour les articles homonymes, voir Alexandre.
Jérôme Alexandre, né le 5 septembre 1952 à Offranville, est un théologien catholique français, professeur à la Faculté Notre-Dame du collège des Bernardins à Paris. Ses recherches portent sur les domaines de l'esthétique, de la foi et de la politique, dont il explore les connexions.

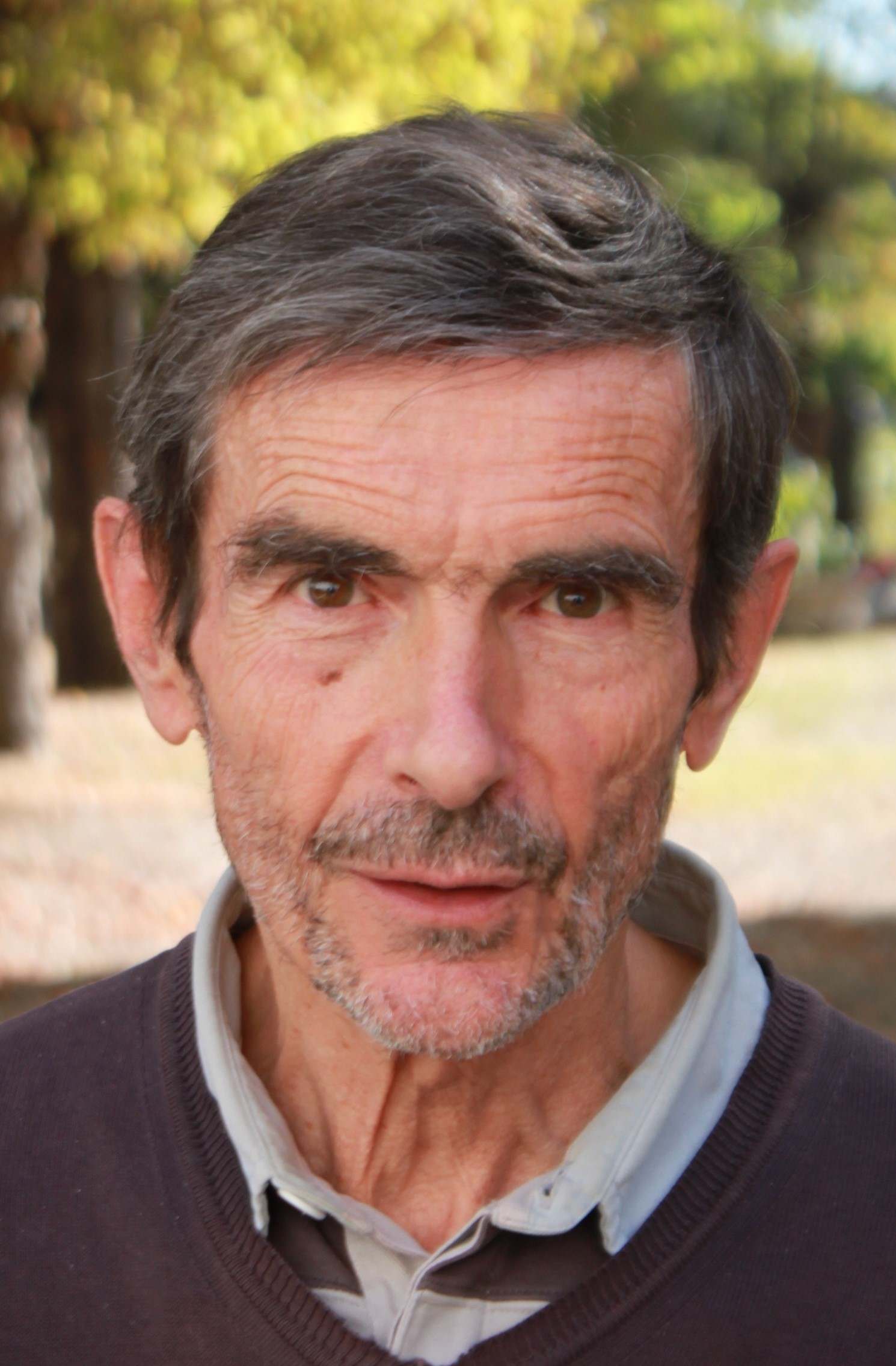
Jérôme Alexandre

## Biographie

### Enfance et famille
Jérôme Alexandre est le deuxième des sept enfants de Côme Alexandre et Jeanne Bernard, agriculteurs catholiques pratiquants originaires de Paris installés en 1949 dans le Pays de Caux. Dans sa jeunesse, il est marqué par le double lien familial à cette région et à Paris, à la culture et à la nature, la place importante de la religion.[réf. nécessaire]
Scolarisé à l'école communale d'Offranville puis à l'institution catholique Join-Lambert à Rouen en tant qu'interne, il étudie au conservatoire de Rouen, où il est l'élève de Louis Thiry et apprend à jouer de l'orgue. Il joue celui de son village à partir de l’âge de onze ans.
Il est marié avec l'historienne de l'art Catherine Grenier, et le père de trois enfants.

### Formation
Après un baccalauréat scientifique, Jérôme Alexandre étudie l'histoire à l'université de Rouen puis de Paris I, et suit des cours de philosophie et de théologie à l'Institut catholique de Paris. En 1973, il soutient une maîtrise d'histoire dirigée par Jean Delumeau, sur la conception du travail chez Érasme. En 1975, il passe le concours d'attaché pour entrer au ministère de la culture. En parallèle de sa carrière au ministère, il poursuit sa formation et obtient un doctorat en lettres classiques sur la place de la chair dans la théologie de Tertullien le 25 avril 2001 à l'université de Paris X, puis un autre en théologie sur la christologie de Tertullien le 26 janvier 2006 à l'Institut catholique de Paris. 

### Carrière
Entre 1975 et 1980, Jérôme Alexandre occupe les fonctions d'adjoint du directeur régional des affaires culturelles d'Île de France et est notamment chargé du suivi des établissements culturels conventionnés par l'État. En disponibilité pendant un an, il part en Provence travailler dans un domaine agricole. En 1981, il devient responsable des affaires culturelles de Mont-Saint-Aignan, où il accueille à titre permanent la compagnie de danse contemporaine Beau Geste dirigée par Dominique Boivin, dirige un cinéma d'art et d'essai et administre l'École d'improvisation de jazz dirigée par Christian Garros. Entre mars 1983 et septembre 1985, il crée au Centre Marc-Sangnier des soirées hebdomadaires de rencontre avec des artistes, des écrivains et des philosophes.
En 1985, il intègre l’équipe de préfiguration du musée d'Orsay.
En 1987, il devient conseiller pour la musique et la danse pour la Haute-Normandie[source insuffisante].
Il démissionne de la fonction publique en 1999, pour travailler dans l’enseignement et la recherche.
En 2000, il enseigne la théologie à l'Institut catholique de Paris, puis est recruté à la Faculté Notre-Dame par Antoine Guggenheim, avec qui il participe à la préfiguration puis au lancement du collège des Bernardins. En 2011, il crée le département « La parole de l’art » au pôle recherche du collège, qu'il dirige successivement avec le commissaire et historien de l'art Jean de Loisy, l'historien de l’art Bernard Marcadé, et le philosophe Alain Cugno.
À la Faculté Notre-Dame, il enseigne les traités dogmatiques (Création, Trinité, Eucharistie), la patristique (Tertullien et saint Augustin), le rapport de l’Écriture et de la Tradition, la théologie fondamentale.

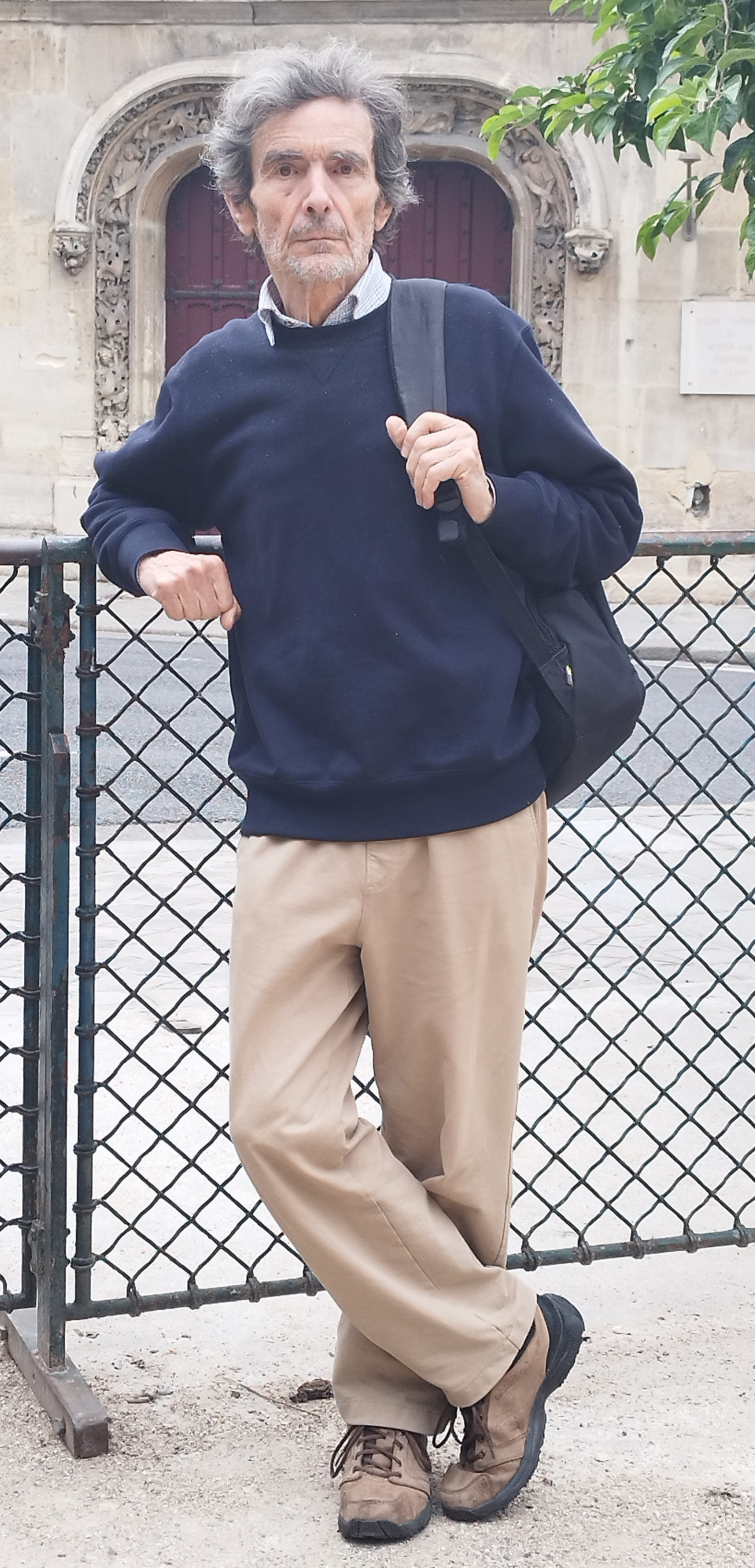
Jérôme Alexandre (Paris, 5 juin 2024)

## Positions théologiques et politiques
Marqué par la pensée de Tertullien puis de saint Augustin, Jérôme Alexandre émet des réflexions philosophiques sur la question des conditions de crédibilité des énoncés de la foi. Dans son essai théologique Je crois à la résurrection de la chair, il propose de réfléchir et de fonder un article de foi dans l'expérience vécue de la foi, de l'espérance et de la charité. Dans son autre essai La foi n’est pas ce que l’on croit, publié en 2020, il précise concevoir une foi qui ne se comprend que dans la ressaisie de son propre acte, ressaisie qui selon lui, permet d'envisager l'acte de croire comme un acte esthétique, très loin des contenus de croyances. 
Dans ses essais L'art contemporain : un vis-à-vis essentiel pour la foi, L’urgence de l’art et Art, foi, politique : un même acte, publiés respectivement en 2010, en 2015 et en 2017, il exprime l'importance selon lui essentielle de considérer l’existence humaine et la réalité tout entière comme œuvres d'art et affirme que la foi ne peut être que créatrice, témoin de la nouveauté permanente qui la porte, et qu'elle conduit ce faisant à la responsabilité politique. 
Dans son ouvrage Le christianisme est un anarchisme, publié en 2024, Jérôme Alexandre exprime un positionnement politique anarchiste qu'il relie directement à sa conception esthétique de la foi, qu'il considère comme foncièrement pragmatique et libératrice. Il affirme que l'éthique, la justice, l'esthétique et la foi se tiennent dans le même horizon libérateur de l'existence que l'anarchisme, qui suppose l'égale dignité de tous les vivants, prônée par l'Évangile. Selon lui, la sainteté est pour cette raison le seul programme politique conséquent,,. 
Il participe notamment au séminaire Étape.

## Ouvrages

### Livres
- Une chair pour la gloire, l’anthropologie réaliste et mystique de Tertullien, Beauchesne 2001  (ISBN 978-2-7010-1422-7)[8]
- Le Christ de Tertullien, Desclée 2004[9]
- Je crois à la résurrection de la chair, Parole et Silence 2007[10]
- Détournement - Retournement, avec Jean Kerbrat, ASI Editions 2007[11]
- L’art contemporain, un vis-à-vis essentiel pour la foi, Parole et Silence 2010[12],[13],[14]
- Le martyre, Parole et Silence 2011[15]
- Tertullien théologien, Parole et Silence 2012[16],[17]
- L’urgence de l’art, avec Bernard Marcadé, Parole et Silence 2015[18]
- Art, Foi, Politique : un même acte, avec Alain Cugno, Hermann 2017[19],[20]
- La foi n’est pas ce que l’on croit, Salvator 2020[21],[22]
- Le christianisme est un anarchisme, Textuel 2024[23],[24],[25],[26]

### Livres dirigés
- Philosophie et théologie dans la période antique, Cerf, 2009[27]
- L’action créatrice, ce qu’en dit la théologie, Desclée et Brouwer, 2012
- Mère Geneviève Gallois, mystique et artiste, Parole et silence, 2015[28]

### Articles
- « L’atelier du contemporain » dans Communio n° XXXVI, 4 – juillet-août 2011, p. 55 à 68
- « Dieu Créateur, entre théologie naturelle et théologie révélée » dans Revue théologique des Bernardins no 20, mai-août 2017, p. 51 à 65
- « L’antiphilosophie des Pères, corollaire de leur esthétique théologique » dans Revue théologique des Bernardins no 24, septembre-décembre 2018, p. 75 à 95
- « Réalité déniée et salut défiguré : les pièges du gnosticisme contemporain » dans Itinéraires augustiniens, no 67- janvier 2022, p. 29 à 36

### Chapitres d'ouvrage
- « Du rapport improbable entre théologie et art contemporain » dans Du spirituel dans l’art contemporain ? » Ereme, 2003.
- « Aux sources de la conception augustinienne du péché originel : l’originis vitium de Tertullien » dans Chartae caritatis, études patristiques et d’antiquité tardive en hommage à Yves-Marie Duval, IEA, 2004.
- « Présupposés philosophiques et enjeux théologiques de la corporéité dans la polémique anti-docète de Tertullien » dans Le corps chemin de Dieu, Cerf, 2005.
- « Musique et théologie » dans L’art moderne entre emprise et déprise de Dieu, Parole et Silence, 2005.
- « Un nouvel ordre d’amour sur l’univers » dans Penser le Christ aujourd’hui, Parole et Silence, 2005
- « Philosophie et théologie chez Karl Rahner : deux disciplines distinctes, un horizon unique », dans Philosophie et Théologie en dialogue, 1996-2006, LIPT une trace, L’Harmattan, 2006.
- « Lire les Pères de l’Église avec Joseph Wolinski et Michel Corbin » dans De commencement en commencement, le renouveau patristique dans la théologie contemporaine, Bayard, 2007.
- « Le voile » dans Annette Messager, les messagers, Centre Pompidou, ed. Xavier Barral, 2007.
- « De l’une à l’autre cité, saint Augustin père de la théologie politique » dans Dieu et la Cité, le statut contemporain du théologico-politique, Cerf, 2008.
- « Joseph de Maistre et le péché originel » dans Rencontres autour de Joseph de Maistre, Thonon les Bains, 29.30 septembre 2006, Université de Savoie, 2009
- « Saint Paul et la culpabilité » dans Réinventer la culpabilité, Parole et Silence, 2009.
- « La théologie comme art, commentaire du sermon 67 de saint Bernard sur le Cantique » dans L’actualité de saint Bernard, Parole et Silence, 2010.
- « La théologie latine de l’image » dans L ‘affaire des 1052 m², Les vitraux de la Cathédrale de Nevers, les presses du réel, 2010.
- « Tertullien, continuité et distinction dans la disposition divine » dans L’antijudaïsme à l’épreuve de la philosophie et de la théologie, Seuil, 2016
- « Spiritualité et cité » dans Spiritualités et engagements dans la cité, Le Bord de l’eau 2018
- « La volatilité de l’âme » dans L’envol, Flammarion, 2018
- « Le sens du sacré, une caractéristique de l’homme » dans Le symbolique, le sacré et l’homme, CNRS éditions, 2019
- « L’art et l’absence de Dieu » dans L’art, un appel au mystère, Cerf Patrimoines, 2020
- « Où se tient désormais l'art ? », dans L'art tout contre la machine, p. 315-321, Hermann 2021
- « La théologie, un acte esthétique ? » dans La Pensée du sensible, Cerf Patrimoines, 2022
- « La culture, une idéologie d’État » dans Repenser l’État au XXIe siècle, Atelier de création libertaire, 2023
- « Tertullien : aux sources de la pudeur chrétienne » dans Mode modeste, Hermann, 2023

## Équipes de recherche
- Liens inter philosophie et théologie (LIPT) sous la direction d'Emmanuel Falque, Vincent Holzer, Agatha Zielinski, 2001 – 2006
- Laboratoire de philosophie antique et médiévale, Institut catholique de Paris, 2006-2013
- Groupe de recherche sur Louis Bouyer, Collège des Bernardins 2015-2018
- Séminaire Exploration théoriques anarchistes pragmatistes pour l’émancipation (ETAPE), sous la direction de Philippe Corcuff, Didier Eckel, Guy Lagrange, à partir de 2016